# البحرين في الألعاب البارالمبية الصيفية 1984
تنافس البحرين في دورة الألعاب البارالمبية الصيفية 1984 في ستك مندويل ببريطانيا العظمى ومدينة نيويورك بالولايات المتحدة. حقق الرياضيون الإثني عشر للبحرين ميداليتين برونزيتين مساهمين في احتلال البحرين المركز الثالث والأربعين والأخير في جدول الميداليات.